# 安莎通讯社
安莎通讯社（直译：全国报业联合社），简称安莎社（ANSA），是意大利最大的通讯社，成立于1945年，总部设在罗马。使用意大利语、西班牙语、葡萄牙语、法语、英语对外发布新闻和评论文章。